# Campionat del Món d'esquí nòrdic de 1931
El Campionat del Món d'esquí nòrdic de 1931 fou la sisena edició del Campionat del Món d'esquí nòrdic. Es van disputar quatre proves, totes masculines, entre el 13 i el 15 de febrer de 1931 a Oberhof, Alemanya.

## Resultats

### Esquí de fons
| Prova | Or                         | Plata                     | Bronze              |
| 18 km | Johan Grøttumsbråten (NOR) | Kristian Hovde (NOR)      | Nils Svärd (SWE)    |
| 50 km | Ole Stenen (NOR)           | Martin Peder Vangli (NOR) | Karl Lindberg (SWE) |

### Combinada nòrdica
| Prova             | Or                         | Plata                 | Bronze                 |
| Combinada nòrdica | Johan Grøttumsbråten (NOR) | Sverre Kolterud (NOR) | Arne Rustadstuen (NOR) |

### Salt d'esquí
| Prova          | Or                | Plata                | Bronze              |
| Trampolí llarg | Birger Ruud (NOR) | Fritz Kaufmann (SUI) | Sven Eriksson (SWE) |

## Medaller
| Posició | País    | Or | Plata | Bronze | Total |
| 1       | Noruega | 4  | 3     | 1      | 8     |
| 2       | Suïssa  | 0  | 1     | 0      | 1     |
| 3       | Suècia  | 0  | 0     | 3      | 3     |
|         | TOTAL   | 4  | 4     | 4      | 12    |